# Danh sách đơn vị hành chính cấp hương của Thượng Hải

## Thượng Hải
| Thành phố trực thuộc Trung ương Thượng Hải quản lí trực tiếp 16 đơn vị hành chính cấp huyện, toàn bộ đều là quận. Các quận này được chia thành 215 đơn vị hành chính cấp hương, bao gồm 107 nhai đạo, 106 trấn và 2 hương. | |
| Hoàng Phố | Nhai đạo |
| Hoàng Phố | Nam Kinh Đông Lộ, Ngoại Than, Bán Tùng Viên Lộ, Tiểu Đông Môn, Dự Viên, Lão Tây Môn, Ngũ Lý Kiều, Đả Phổ Kiều, Hoài Hải Trung Lộ, Thụy Kim Nhị Lộ |
| Từ Hối | Nhai đạo |
| Từ Hối | Thiên Bình Lộ, Hồ Nam Lộ, Tà Thổ Lộ, Phong Lâm Lộ, Trường Kiều, Điền Lâm, Hồng Mai Lộ, Khang Kiện Tân Thôn, Từ Gia Hối, Lăng Vân Lộ, Long Hoa, Tào Hà Kính |
| Từ Hối | Trấn |
| Từ Hối | Hoa Kính |
| Trường Ninh | Nhai đạo |
| Trường Ninh | Hoa Dương Lộ, Giang Tô Lộ, Tân Hoa Lộ, Chu Gia Kiều, Thiên Sơn Lộ, Tiên Hà Tân Thôn, Hồng Kiều, Trình Gia Kiều, Bắc Tân Kính |
| Trường Ninh | Trấn |
| Trường Ninh | Tân Kính |
| Tĩnh An | Nhai đạo |
| Tĩnh An | Giang Ninh Lộ, Thạch Môn Nhị Lộ, Nam Kinh Tây Lộ, Tĩnh An Tự, Tào Gia Độ, Thiên Mục Tây Lộ, Bắc Trạm, Bảo Sơn Lộ, Cộng Hòa Tân Lộ, Đại Ninh Lộ, Bành Phổ Tân Thôn, Lâm Phần Lộ, Chỉ Giang Tây Lộ                                                                |
| Tĩnh An | Trấn |
| Tĩnh An | Bành Phổ |
| Phổ Đà | Nhai đạo |
| Phổ Đà | Tào Dương Tân Thôn, Trường Phong Tân Thôn, Trường Thọ Lộ, Cam Tuyền Lộ, Thạch Tuyền Lộ, Nghi Xuyên Lộ, Vạn Lý, Chân Như Trấn |
| Phổ Đà | Trấn |
| Phổ Đà | Trường Chinh, Đào Phổ |
| Hồng Khẩu | Nhai đạo |
| Hồng Khẩu | Âu Dương Lộ, Khúc Dương Lộ, Quảng Trung Lộ, Gia Hưng Lộ, Lương Thành Tân Thôn, Tứ Xuyên Bắc Lộ, Bắc Ngoại Than, Giang Loan Trấn |
| Dương Phố | Nhai đạo |
| Dương Phố | Định Hải Lộ, Bình Lương Lộ, Giang Phổ Lộ, Tứ Bình Lộ, Khổng Giang Lộ, Trường Bạch Tân Thôn, Diên Cát Tân Thôn, Ân Hành, Đại Kiều, Ngũ Giác Tràng, Tân Giang Loan Thành, Trường Hải Lộ                                                                           |
| Mẫn Hàng | Nhai đạo |
| Mẫn Hàng | Giang Xuyên Lộ, Cổ Mỹ, Tân Hồng, Phổ Cẩm |
| Mẫn Hàng | Trấn |
| Mẫn Hàng | Tân Trang, Thất Bảo, Chuyên Kiều, Hoa Tào, Hồng Kiều, Mai Lũng, Ngô Kính, Mã Kiều, Phổ Giang |
| Bảo Sơn | Nhai đạo |
| Bảo Sơn | Hữu Nghị Lộ, Ngô Tùng, Trương Miếu |
| Bảo Sơn | Trấn |
| Bảo Sơn | La Điếm, Đại Tràng, Dương Hành, Nguyệt Phổ, La Kính, Cố Thôn, Cao Cảnh, Miếu Hành, Tùng Nam |
| Gia Định | Nhai đạo |
| Gia Định | Tân Thành Lộ, Chân Tân, Gia Định Trấn |
| Gia Định | Trấn |
| Gia Định | Nam Tường, An Đình, Mã Lục, Từ Hành, Hoa Đình, Ngoại Cương, Giang Kiều |
| Phố Đông | Nhai đạo |
| Phố Đông | Duy Phường Tân Thôn, Lục Gia Chủy, Chu Gia Độ, Đường Kiều, Thượng Cương Tân Thôn, Nam Mã Đầu Lộ, Hỗ Đông Tân Thôn, Kim Dương Tân Thôn, Dương Kính, Phổ Hưng Lộ, Đông Minh Lộ, Hoa Mộc                                                                           |
| Phố Đông | Trấn |
| Phố Đông | Xuyên Sa Tân, Cao Kiều, Bắc Thái, Hợp Khánh, Đường, Tào Lộ, Kim Kiều, Cao Hành, Cao Đông, Trương Giang, Tam Lâm, Huệ Nam, Chu Phổ, Tân Tràng, Đại Đoàn, Khang Kiều, Hàng Đầu, Chúc Kiều, Nê Thành, Tuyên Kiều, Thư Viện, Vạn Tường, Lão Cảng, Nam Hối Tân Thành |
| Kim Sơn | Nhai đạo |
| Kim Sơn | Thạch Hóa |
| Kim Sơn | Trấn |
| Kim Sơn | Chu Kính, Phong Kính, Trương Yển, Đình Lâm, Lữ Hạng, Lang Hạ, Kim Sơn Vệ, Tào Kính, Sơn Dương |
| Tùng Giang | Nhai đạo |
| Tùng Giang | Nhạc Dương, Vĩnh Phong, Phương Tùng, Trung Sơn, Quảng Phú Lâm, Cửu Lý Đình |
| Tùng Giang | Trấn |
| Tùng Giang | Tứ Kính, Xà Sơn, Xa Đôn, Tân Kiều, Động Kính, Cửu Đình, Mão Cảng, Thạch Hồ Đãng, Tân Banh, Diệp Tạ, Tiểu Côn Sơn |
| Thanh Phố | Nhai đạo |
| Thanh Phố | Hạ Dương, Doanh Phổ, Hương Hoa Kiều |
| Thanh Phố | Trấn |
| Thanh Phố | Chu Gia Giác, Luyện Đường, Kim Trạch, Triệu Hạng, Từ Kính, Hoa Tân, Trọng Cố, Bạch Hạc |
| Phụng Hiền | Nhai đạo |
| Phụng Hiền | Tây Độ, Phụng Phổ, Kim Hải |
| Phụng Hiền | Trấn |
| Phụng Hiền | Nam Kiều, Phụng Thành, Trang Hành, Kim Hối, Tứ Đoàn, Thanh Thôn, Chá Lâm, Hải Loan |
| Sùng Minh | Trấn |
| Sùng Minh | Thành Kiều, Bảo, Tân Hà, Miếu, Thụ Tân, Hướng Hóa, Tam Tinh, Cảng Duyên, Trung Hưng, Trần Gia, Lục Hoa, Cảng Tây, Kiến Thiết, Tân Hải, Đông Bình, Trường Hưng                                                                                                   |
| Sùng Minh | Hương |
| Sùng Minh | Tân Thôn, Hoành Sa |